# 俵町 (名古屋市)
俵町（たわらまち）は、愛知県名古屋市西区の地名。1980年（昭和55年）、同区城西三丁目に編入され、消滅。

## 地理
東は樋ノ口町2丁目、西は江川端町、南は紙漉町・江中町・鷹匠町・樋ノ口町、北は前ノ川町に接していた。東から1丁目から3丁目まで存在した。

### 学区
- 高等学校 - 尾張学区
- 中学校 - 名古屋市立浄心中学校
- 小学校 - 名古屋市立城西小学校

### 人口
国勢調査による人口の推移
| 1950年（昭和25年） | 171人 |  |
| 1955年（昭和30年） | 312人 |  |
| 1960年（昭和35年） | 375人 |  |
| 1965年（昭和40年） | 431人 |  |
| 1970年（昭和45年） | 322人 |  |
| 1975年（昭和50年） | 378人 |  |

## 歴史

### 沿革
- 1878年（明治11年）12月28日 - 従来の巾下袋町を改称し、名古屋区俵町となる[1]。
- 1889年（明治22年）10月1日 - 名古屋市成立に伴い、同市俵町となる[1]。
- 1908年（明治41年）4月1日 - 西区成立に伴い、同区俵町となる[1]。
- 1942年（昭和17年）5月20日 - 一部が西区樋ノ口町に編入される[1]。
- 1980年（昭和55年）10月12日 - 住居表示の実施に伴い、西区城西三丁目に編入され、消滅[1]。

## 施設
- 名古屋市立城西小学校[5]

## 出身の人物
- 都築省吾（歌人）[6]